# Saint-Cyr-sous-Dourdan
Saint-Cyr-sous-Dourdan és un municipi francès, situat al departament de l'Essonne i a la regió d'Illa de França. L'any 2007 tenia 997 habitants.
Forma part del cantó de Dourdan, del districte d'Étampes i de la Comunitat de comunes Le Dourdannais en Hurepoix.

## Demografia

### Població
El 2007 la població de fet de Saint-Cyr-sous-Dourdan era de 997 persones. Hi havia 386 famílies, de les quals 84 eren unipersonals (40 homes vivint sols i 44 dones vivint soles), 127 parelles sense fills, 139 parelles amb fills i 36 famílies monoparentals amb fills.
La població ha evolucionat segons el següent gràfic:
Habitants censats

### Habitatges
El 2007 hi havia 438 habitatges, 388 eren l'habitatge principal de la família, 25 eren segones residències i 25 estaven desocupats. 417 eren cases i 21 eren apartaments. Dels 388 habitatges principals, 339 estaven ocupats pels seus propietaris, 33 estaven llogats i ocupats pels llogaters i 16 estaven cedits a títol gratuït; 2 tenien una cambra, 16 en tenien dues, 40 en tenien tres, 77 en tenien quatre i 253 en tenien cinc o més. 328 habitatges disposaven pel capbaix d'una plaça de pàrquing. A 107 habitatges hi havia un automòbil i a 255 n'hi havia dos o més.

### Piràmide de població
La piràmide de població per edats i sexe el 2009 era:
| Homes | Edats   | Dones |
| ----- | ------- | ----- |
| 0     | 95 o +  | 0     |
| 0     | 90 a 94 | 4     |
| 0     | 85 a 89 | 8     |
| 0     | 80 a 84 | 4     |
| 24    | 75 a 79 | 12    |
| 16    | 70 a 74 | 8     |
| 16    | 65 a 69 | 20    |
| 28    | 60 a 64 | 28    |
| 36    | 55 a 59 | 40    |
| 36    | 50 a 54 | 28    |
| 28    | 45 a 49 | 48    |
| 44    | 40 a 44 | 32    |
| 16    | 35 a 39 | 36    |
| 40    | 30 a 34 | 24    |
| 44    | 25 a 29 | 48    |
| 24    | 20 a 24 | 12    |
| 44    | 15 a 19 | 40    |
| 28    | 10 a 14 | 32    |
| 28    | 5 a 9   | 28    |
| 28    | 0 a 4   | 4     |

## Economia
El 2007 la població en edat de treballar era de 644 persones, 474 eren actives i 170 eren inactives. De les 474 persones actives 449 estaven ocupades (233 homes i 216 dones) i 26 estaven aturades (13 homes i 13 dones). De les 170 persones inactives 61 estaven jubilades, 62 estaven estudiant i 47 estaven classificades com a «altres inactius».

### Ingressos
El 2009 a Saint-Cyr-sous-Dourdan hi havia 380 unitats fiscals que integraven 1.043 persones, la mediana anual d'ingressos fiscals per persona era de 26.311 €.

### Activitats econòmiques
Dels 50 establiments que hi havia el 2007, 1 era d'una empresa extractiva, 2 d'empreses de fabricació d'altres productes industrials, 11 d'empreses de construcció, 6 d'empreses de comerç i reparació d'automòbils, 4 d'empreses de transport, 3 d'empreses d'hostatgeria i restauració, 4 d'empreses d'informació i comunicació, 1 d'una empresa financera, 3 d'empreses immobiliàries, 13 d'empreses de serveis, 1 d'una entitat de l'administració pública i 1 d'una empresa classificada com a «altres activitats de serveis».
Dels 13 establiments de servei als particulars que hi havia el 2009, 1 era un taller de reparació d'automòbils i de material agrícola, 2 paletes, 2 fusteries, 3 lampisteries, 2 electricistes, 1 empresa de construcció i 2 restaurants.
Dels 2 establiments comercials que hi havia el 2009, 1 era una botiga de congelats i 1 una botiga de material de revestiment de parets i terra.

## Equipaments sanitaris i escolars
El 2009 hi havia 1 escola maternal i 1 escola elemental.

## Poblacions més properes
El següent diagrama mostra les poblacions més properes.